# Ankylopteryx gracilis
Ankylopteryx gracilis är en insektsart som beskrevs av Nakahara 1955. Ankylopteryx gracilis ingår i släktet Ankylopteryx och familjen guldögonsländor. Inga underarter finns listade i Catalogue of Life.